# Rudnica, Podčetrtek
Rudnica este o localitate din comuna Podčetrtek, Slovenia, cu o populație de 32 de locuitori.